# Gargnäs distrikt
Gargnäs distrikt är ett distrikt i Sorsele kommun och Västerbottens län. Distriktet ligger omkring Gargnäs i södra Lappland.  

## Tidigare administrativ tillhörighet
Distriktet inrättades 2016 och utgörs av en del av socknen Sorsele i Sorsele kommun
Området motsvarar den omfattning Gargnäs församling hade 1999/2000 och fick 1962 efter utbrytning ur Sorsele församling.

## Tätorter och småorter
I Gargnäs distrikt finns en småort men inga tätorter. 

### Småorter
- Gargnäs